# 아마라뿌라

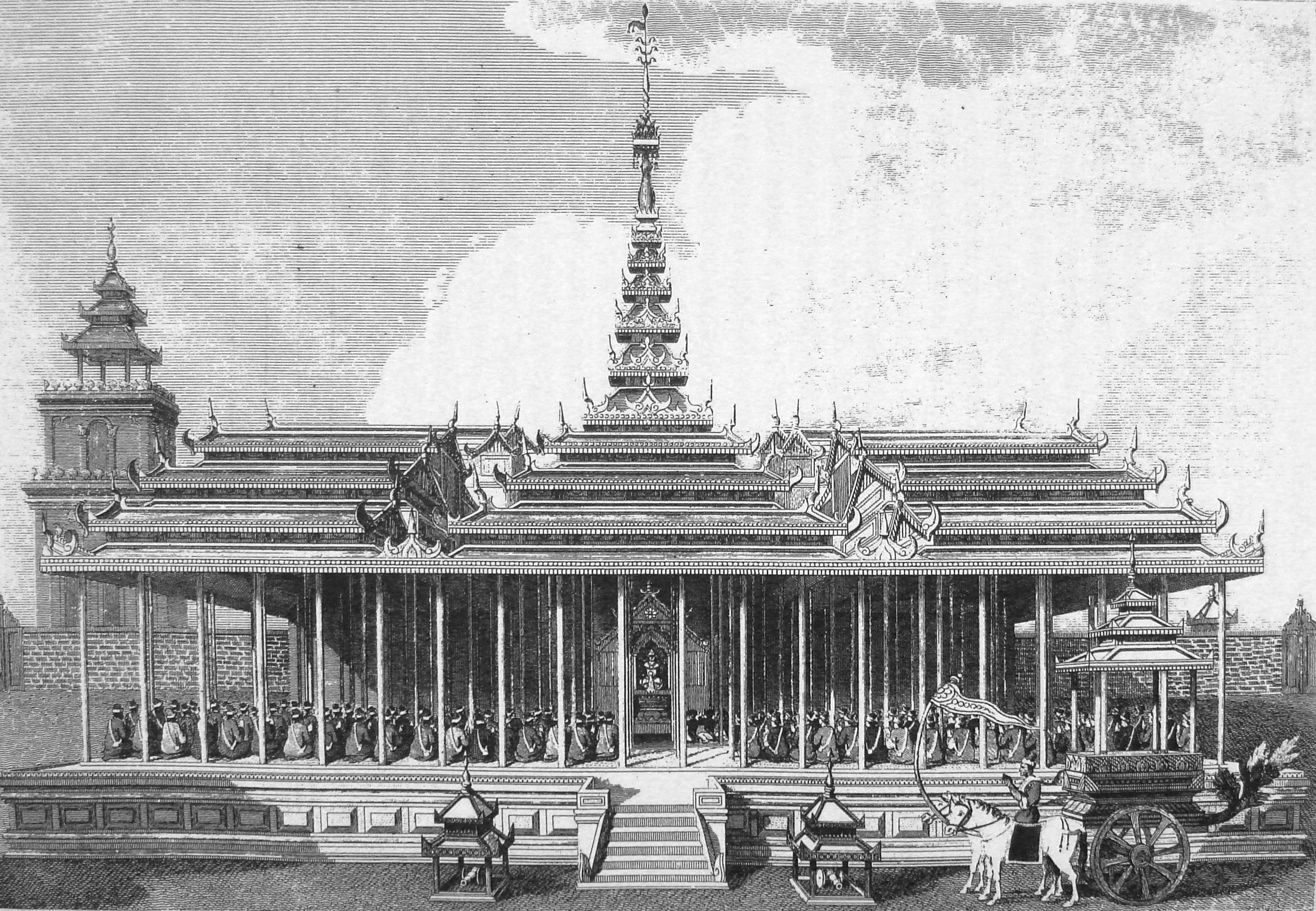
1795년의 아마라뿌라 궁전

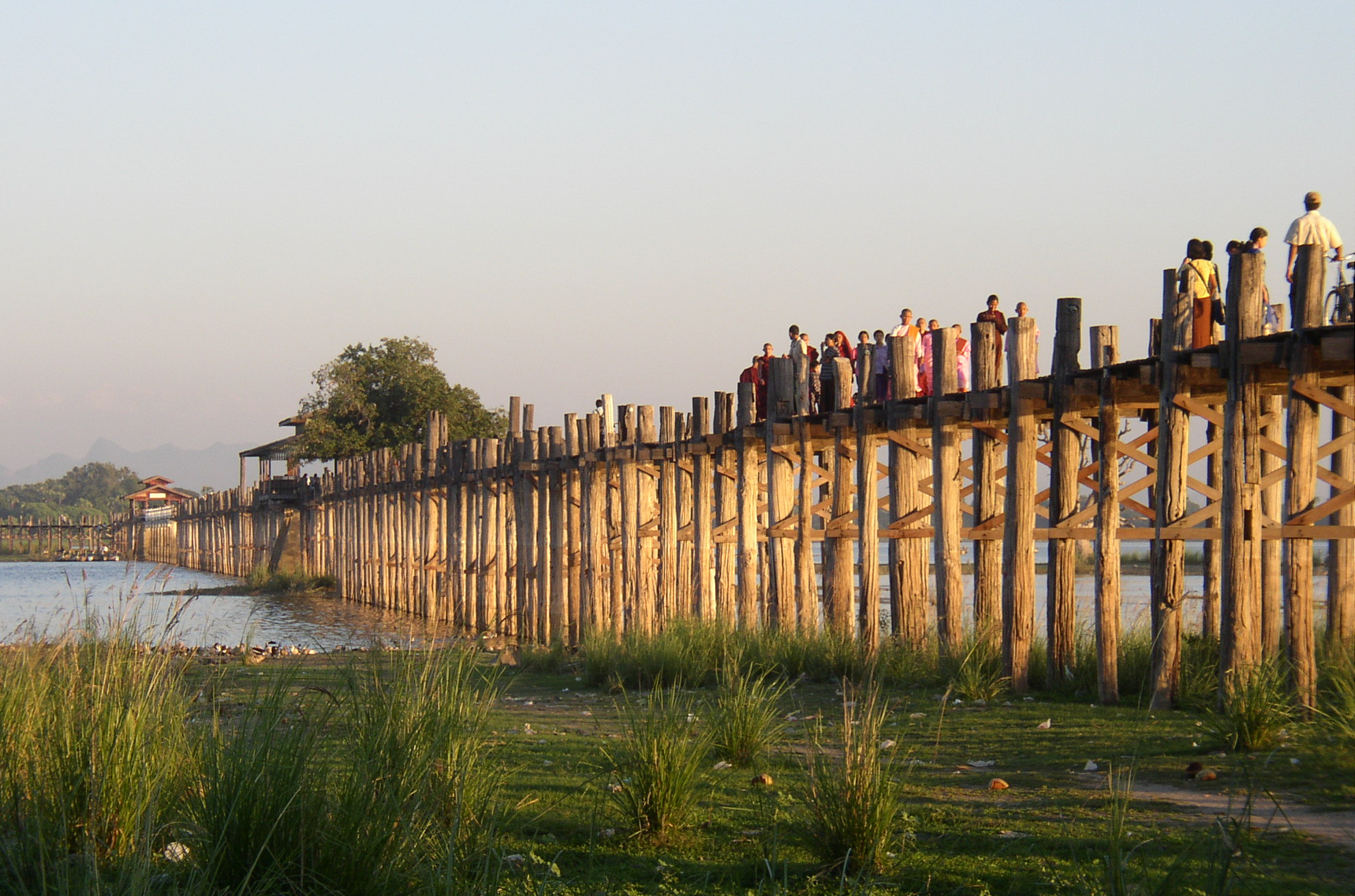
우베인 다리

아마라뿌라 (버마어: အမရပူရ, 아마라뿌라)는 미얀마 만덜레도의 도시로, 예전에는 미얀마의 수도였다. 서쪽으로 에야워디강이 흐르고, 남쪽은 어와가 있다. 어머라뿌라는 팔리어로 불멸의 도시를 의미하며 18세기와 19세기에 3차례 기간 동안 꼰바웅 왕조의 수도였다. 역사적으로는 만덜레의 남쪽에 위치해 따웅시(버마어: တောင်မြို့ 따웅묘)로 불렸지만, 오늘날은 만덜레의 도시 팽창에 따라 그 일부가 되어가고 있다.

## 역사
꼰바웅 왕국의 보도파야왕은 왕위에 오른지 얼마 안 돼서 1783년에 새로운 수도인 어머라뿌라를 세웠다. 보도퍼야의 손자 바지더왕은 1823년에 수도를 어와로 옮겼다. 바지도의 계승자인 따야와디왕은 다시 어머라뿌라로 환도하였다.
1841년부터 1857년까지 아마라뿌라는 미얀마의 수도였지만 민돈왕은 1860년에 만덜레로 천도하였다. 궁전 건물은 해체되어 코끼리로 새로운 장소로 옮겨졌고 성벽은 도로나 철도의 재료로 사용되었기 때문에 옛 도시의 모습은 거의 남아있지 않다. 해자의 일부가 바가야 승원 주변에 남아 있다.

## 경제
도시는 견직업, 면직업과 청동 주조로 알려져있다. 또한 만덜레로부터의 일일 관광지로 인기가 있다.